# ×Glaphypseudosorus
xGlaphypseudosorus, hibridni rod papratnjača iz porodice Thelypteridaceae sa jednom notovrstom sa Tajvana, xG. ×erubesquirolica
Rod je opisan 2020.

## Sinonimi
- Cyclosorus ×erubesquirolicus (W.C.Shieh & J.L.Tsai) Mazumdar
- Thelypteris ×erubesquirolica W.C.Shieh & J.L.Tsai